# Conny Kristel
Cornelia Martina (Conny) Kristel (Amsterdam, 26 februari 1955 − aldaar, 6 oktober 2018) was een Nederlands historicus, verbonden aan het NIOD.

## Biografie
Kristel studeerde af aan de Universiteit van Amsterdam in 1987 in de nieuwe en theoretische Geschiedenis op De repatriëring van de Nederlandse overlevenden uit de koncentratiekampen. Op 15 april 1998 promoveerde zij aan diezelfde universiteit bij prof. dr. Hans Blom over hoe drie historici over de jodenvervolging hadden geschreven. Vervolgens redigeerde zij twee van de vier delen van de reeks die in opdracht van het Nederlandse kabinet werden gepubliceerd na onderzoek door de in 1988 opgerichte Stichting Onderzoek Terugkeer en Opvang, die onderzoek deed naar de opvang na de Tweede Wereldoorlog (Binnenskamers en Polderschouw). In 2003 voerde zij de eindredactie van een bundel die ter gelegenheid van de 60e verjaardag van haar promotor Blom werd aangeboden, en van wie zij de bibliografie samenstelde; die was inmiddels directeur van het NIOD waar zij ook werkzaam was, laatstelijk als senior onderzoeker. In 2016 publiceerde zij over hoe Nederland de Eerste Wereldoorlog beleefde. In 2018 werkte zij mee aan een 'samenvatting' over de jodenvervolging van het standaardwerk van dr. Loe de Jong: Het Koninkrijk der Nederlanden in de Tweede Wereldoorlog.
Naast de afzonderlijke boekwerken, publiceerde zij tientallen artikelen over de Tweede Wereldoorlog.
Dr. C.M. Kristel was directeur van het Europees consortium EHRI (European Holocaust Research Infrastructure). Zij overleed in 2018 op 63-jarige leeftijd.

### Eigen werk
- De repatriëring van de Nederlandse overlevenden uit de koncentratiekampen. Amsterdam, 1987 (doctoraalscriptie).
- Geschiedschrijving als opdracht. Abel Herzberg, Jacques Presser en Loe de Jong over de jodenvervolging. Amsterdam, 1998 (proefschrift).
- De oorlog van anderen. Nederlanders en oorlogsgeweld, 1914-1918. Amsterdam, 2016.

### Redactie
- Binnenskamers. Terugkeer en opvang na de Tweede Wereldoorlog: Besluitvorming. Amsterdam, 2002.
- Polderschouw. Terugkeer en opvang na de Tweede Wereldoorlog: Regionale verschillen. Amsterdam, 2002.
- Met alle geweld. Botsingen en tegenstellingen in burgerlijk Nederland. [Amsterdam], 2003.
- [co-redacteur] Jodenvervolging in Nederland, 1940-1945. 2 delen. [Hilversum/Amsterdam], 2018.

### Medesamenstelling
- Ooggetuigen van de Tweede Wereldoorlog. Ooggetuigen van de Tweede Wereldoorlog in meer dan honderd reportages. Amsterdam, 2005.